# Mistrzostwa Świata w Short Tracku 1990
15. Mistrzostwa Świata w Short Tracku odbyły się w Holandii, w Amsterdamie, w dniach 16–18 marca 1990 roku. Poprzednio to miasto gościło zawodników w 1985 roku. Rozegrano 10 konkurencji: 500 m, 1000 m, 1500 m, 3000 m kobiet i mężczyzn oraz sztafetę 3000 m kobiet i 5000 m mężczyzn. Medale przyznano w wieloboju i sztafetach. W klasyfikacji medalowej najlepsi byli Kanadyjczycy. 

## Klasyfikacja medalowa
| Lp. | Kraj             | Złoto | Srebro | Brąz | Razem |
| 1.  | Kanada           | 2     | 1      | 1    | 4     |
| 2.  | Holandia         | 1     | 1      | 1    | 3     |
| 3.  | Korea Południowa | 1     | 0      | 0    | 1     |
| 4.  | Japonia          | 0     | 2      | 0    | 2     |
| 5.  | Wielka Brytania  | 0     | 1      | 0    | 1     |
| 5.  | Belgia           | 0     | 0      | 1    | 1     |

## Medaliści
| Konkurencja | Złoto                                                                                         | Srebro                                                                                         | Brąz                                                                                           |
| Mężczyźni   |                                                                                               |                                                                                                |                                                                                                |
| Wielobój    | Lee Joon-ho                                                                                   | Yuichi Akasaka Wilfred O’Reilly                                                                |                                                                                                |
| Sztafeta    | Holandia Jan Hoogeveen · Erik Duyvelshoff · Charles Veldhoven · Richard Suyten · Jeroen Otter | Kanada Laurent Daignault · Michel Daignault · Frédéric Blackburn · Sylvain Gagnon · Mark Lacki | Belgia Daniel Van Loock · Geert Blanchart · Stephan Huygen · Alain de Ruyter · Franky van Hoor |
| Kobiety     |                                                                                               |                                                                                                |                                                                                                |
| Wielobój    | Sylvie Daigle                                                                                 | Joelle van Koestveld                                                                           | Eden Donatelli                                                                                 |
| Sztafeta    | Kanada Annie Perreault · Sylvie Daigle · Maryse Perreault · Nathalie Lambert · Eden Donatelli | Japonia Yumiko Yamada · Hiromi Takeuchi · Nobuko Yamada · Tamaki Shibata                       | Holandia Priscilla Ernst · Joëlle van Koetsveld · Monique Velzeboer · Anja van der Poel        |

## Wyniki
| Konkurencja | 1.                   | 2.                   | 3.                   |
| Mężczyźni   |                      |                      |                      |
| 500 metrów  | Wilfred O’Reilly     | Hugo Herrnhof        | Orazio Fagone        |
| 1000 metrów | Tsutomu Kawasaki     | Michel Daignault     | Lee Joon-ho          |
| 1500 metrów | Tatsuyoshi Ishihara  | Yuichi Akasaka       | Geert Blanchart      |
| 3000 metrów | Lee Joon-ho          | Yuichi Akasaka       | Hugo Herrnhof        |
| Kobiety     |                      |                      |                      |
| 500 metrów  | Sylvie Daigle        | Eden Donatelli       | Cristina Sciolla     |
| 1000 metrów | Sylvie Daigle        | Manuela Ossendrijver | Joëlle van Koetsveld |
| 1500 metrów | Nathalie Lambert     | Joëlle van Koetsveld | Eden Donatelli       |
| 3000 metrów | Joëlle van Koetsveld | Sylvie Daigle        | Eden Donatelli       |